# Бангладесько-івуарійські відносини
Бангладесько–івуарійські відносини — двосторонні дипломатичні відносини між Бангладеш та Кот-д'Івуаром.

## Офіційні візити
У 2010 році колишній міністр закордонних справ Бангладеш Мохамед Міджарул Кайєс відвідав Абіджан з офіційним візитом.

## Внесок миротворців із Бангладешу
З 2004 року бангладешські миротворці служать у Кот-д'Івуарі  в рамках операції ООН в Кот-д'Івуарі і є найбільшим постачальником військ для цієї місії. Вони надають послуги у сфері безпеки та медичної допомоги. У 2008 та 2013 роках миротворці були нагороджені медаллю ООН. У 2010 році генерал-майор армії Бангладеш Абдул Хафіз був призначений командувачем сил місії ООН у Кот-д'Івуарі. У 2014 році повітряні сили Бангладеш також надали війська для місії, станом на 2014 рік у Кот-д'Івуарі дислокувалися 104 військовослужбовці та 3 гелікоптери Белл-212.

## Сільськогосподарська співпраця
Як було встановлено, Кот-д'Івуар є однією з країн Західної Африки, яка може надати бангладешським підприємствам можливість орендувати культивовані землі, що не використовуються, в рамках програм продовольчої безпеки. Підприємства Кот-д'Івуару також виявили інтерес до впровадження бангладешських сільськогосподарських технологій.

## Економічна співпраця
Бангладешські інвестори виявили інтерес до створення підприємств з переробки фруктів у Кот-д'Івуарі, до того-ж в Кот-д'Івуарі було виявлено великий попит на ліки та одяг з Бангладеш.